# اموو-ادوفین
اموو-ادوفین (به لاتین: Amuwo-Odofin) یک سکونتگاه مسکونی در نیجریه است که در لاگوس واقع شده‌است.